# Trapito (película)
Trapito es un largometraje de animación argentino escrito y dirigido por el dibujante Manuel García Ferré. Fue estrenado por primera vez en cines el 17 de julio de 1975.

## Historia
Trapito es un espantapájaros con vida propia. Tiene un corazón de oro, así como también una singular tristeza emocional. Una noche tormentosa, Trapito salva la vida de Salapín, un simpático gorrión. Al parecer, la tristeza de Trapito se debe a que le estaba faltando algo. Finalmente, Salapín lo lleva hasta la casa del Patriarca de los Pájaros, un pájaro anciano que conoce muchas cosas de la vida del bosque y sus habitantes. 
Es así que al pesar a Trapito en la balanza de la vida, descubre que el motivo de su tristeza se debía a que carecía de ilusiones. A partir de ahí, el Patriarca de los Pájaros le encomienda a Salapín la misión de ser el guardián de las ilusiones de Trapito, y es así como surge una inseparable amistad y viven una historia llena de peligros, aventuras, risas pero también instantes muy emotivos, en la que aparecerán amigos como Larguirucho, Espumita y Caballito de Mar, pero también malvados enemigos como el pirata Mala Pata y su secuaz El Cuervo Ataúlfo.

## Personal
En el primer estreno del film se hizo una introducción con el pingüino Petete, el célebre personaje de García Ferré, en la que se explica sobre los espantapájaros; curiosamente después de contar todo habla de un fragmento del film antes de que comience la película.

### Intérpretes
Voces:
- Pelusa Suero
- Enrique Conlazo
- Marcelo Chimento
- Susana Sisto
- Norma Esteban
- Mario Gian

### Equipo Técnico
Fotografía:
- Osvaldo A. Domínguez

Música:
- Néstor D'Alessandro

Dirección musical y orquestal
- Roberto Lar

Efectos especiales:
- Osvaldo A. Domínguez

Animación:
- Néstor Córdova,
- Horacio Colombo,
- Natalio Zirulnik
- Carlos Alberto Pérez Agüero

Escenografía:
- Hugo Csecs
- Walter Canevaro

## Personajes
- Trapito
- Salapín
- El Patriarca de los Pájaros
- Larguirucho
- Mama Chancha
- Chanchito
- Cuervo Ataúlfo
- Espumita
- Mala Pata
- Pulpo Cruel
- Caballito de Mar